# 扬·克拉帕奇
扬·克拉帕奇（捷克語：Jan Klapáč，1941年2月27日—），捷克男子冰球运动员。他曾代表捷克斯洛伐克国家队参加1964年和1968年冬季奥林匹克运动会冰球比赛，获得一枚银牌和一枚铜牌。